# Sudan del Sud
El Sudan del Sud, oficialment la República del Sudan del Sud (en anglès, Republic of South Sudan), és un estat sobirà situat al centre del continent africà, independent del Sudan des del 9 de juliol de 2011. Limita al nord amb el Sudan, a l'est amb Etiòpia, al sud amb Kenya, Uganda i la República Democràtica del Congo, i a l'oest amb la República Centreafricana. La capital és Juba, situada al sud del país.
El territori que actualment conforma el Sudan del Sud va ser part del Sudan angloegipci i, després, de la República de Sudan des de la seva independència l'any 1956. Sudan del Sud, habitat per múltiples ètnies nilòtiques —principalment cristianes i animistes— va quedar sota el domini del sector nord sudanès, de predominança àrab i musulmana. El setembre de 1983, el llavors president de Sudan, Gaffar Nimeiry, va crear un estat federal que incloïa tres estats federats a Sudan del Sud, però més tard els va dissoldre, la qual cosa va provocar l'inici de la segona guerra civil entre les tropes sudaneses i el secessionista Exèrcit d'Alliberament del Poble Sudanès. El govern sudanès va permetre l'autonomia de la regió per un ampli Acord de Pau signat el 9 de gener de 2005 a Naivasha, Kenya.
Entre els dies 9 i 15 de gener del 2011 es va celebrar el referèndum per decidir sobre la seva separació del Sudan, el qual finalitzà amb un 98,83% de suport a la independència. La meitat de les regions del Sudan del Sud van arribar al 99,9% de vots a favor. En conseqüència el país va formalitzar la seva independència el 9 de juliol del 2011, sis anys després de l'acord de pau.

## Història

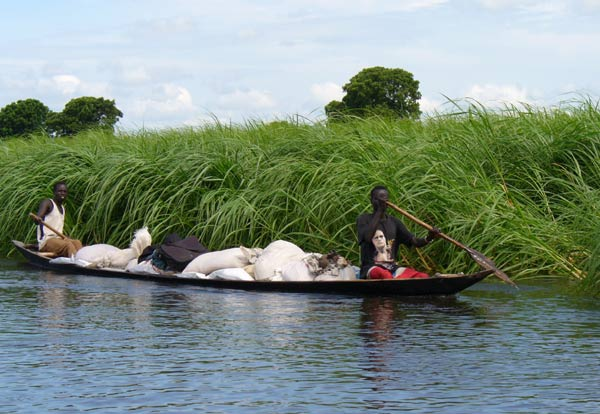
Transport al riu Nil.

Hi ha poca documentació de la història de l'actual territori del Sudan del Sud fins al començament del domini egipci al nord durant la dècada de 1820 i la posterior ampliació de captures d'esclaus al sud. La informació abans d'aquella època es basa en gran manera en la història oral. Segons aquestes tradicions, pobles nilòtics com els dinkes, nuers, shilluk i d'altres van entrar per primera vegada al Sudan del Sud en algun moment abans del segle X. Durant el període comprès entre el segle XV i el segle XIX les migracions tribals, en gran part de la zona de Bahr al-Ghazal (Riu de la Gasela), van reunir aquests pobles a la seva ubicació actual. El poble zande (no nilòtic) va entrar al Sudan del Sud durant el segle xvi, habitant en l'estat més gran de la regió. En el segle xviii el poble avungara va entrar i ràpidament va imposar la seva autoritat sobre els zandes.
Durant segles, les barreres geogràfiques van impedir l'avenç de l'Islam cap al sud del Sudan, mantenint el domini avungara i el patrimoni social i cultural de les diverses ètnies que van habitar l'actual Sudan del Sud. Els intents de colonització francesos i belgues van ser repel·lits per les guerrilles avungara i zandes. De nou, a finals del segle XIX l'arribada dels britànics i els egipcis trencaria aquesta independència de les tribus sudaneses del sud.
Egipte, en aquesta època un estat vassall de l'Imperi Otomà, dominava el territori de l'actual Sudan des de 1821 i va realitzar el seu primer intent expansionista al sud quan en la dècada de 1870 el khediv Ismaïl Paixà va crear la província d'Equatòria. El primer governador nomenat per part d'Egipte va ser el britànic Samuel White Baker el 1869, seguit per Charles George Gordon el 1874 i d'Emin Pasha el 1878. La rebel·lió dels anys 1880 a Egipte contra la forta influència europea va desestabilitzar la província naixent i Equatòria va deixar d'existir com un lloc d'avançada d'Egipte el 1889. D'aquella època van romandre alguns assentaments, com Costat, Gondokoro, Dufile i Wadelai.

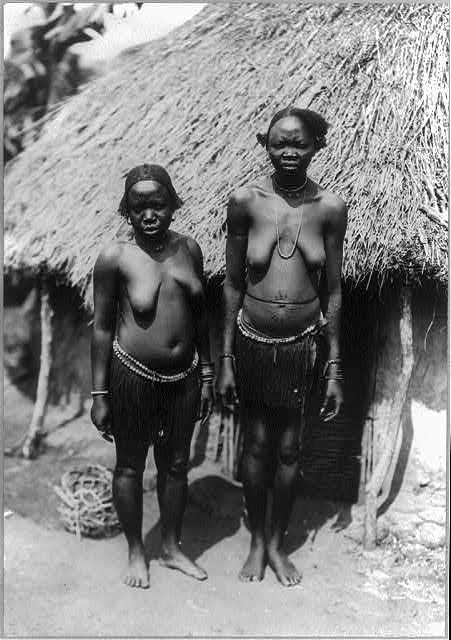
Dones d'una tribu nilòtica al Sudan angloegipci.

La rebel·lió de Muhàmmad Àhmad va estendre la seva influència des del Sudan cap al sud, però després de la seva mort no van poder mantenir-se cohesionades i van ser derrotades per les forces angloegípcies, que finalment van establir el seu domini formant el condomini del Sudan angloegipci el 1899, incorporant l'antiga Equatòria. Mentrestant, el 1894 els colonitzadors belgues havien format el territori de Costat, un exclavament de l'Estat Lliure del Congo. A la mort del rei Leopold II de Bèlgica, el territori va passar a mans britàniques, que el van incorporar el Sudan, però dos anys després van cedir la seva part meridional a Uganda.
Malgrat formar una única entitat, el Sudan angloegipci va ser administrat com dos territoris diferents: mentre el sector nord era predominantment musulmà i parlant de l'àrab, al sud animista es fomentava l'ús de l'anglès. Després de la independència egípcia, els reis d'Egipte van exigir la incorporació del Sudan en la seva totalitat al seu domini, la qual cosa va ser rebutjada pel Regne Unit. La incapacitat dels egipcis de recuperar el Sudan va despertar tant els sentiments revolucionaris a Egipte com els independentistes al Sudan. Davant de la imminència de canvis, el Regne Unit va decidir modificar l'estatus del Sudan: va convocar una conferència a Juba el 1948. Encara que la idea original dels europeus era incorporar el sud del Sudan al seu protectorat a Uganda, finalment es va decidir acabar amb el règim diferenciat i tenir una colònia unificada, malgrat les protestes dels sectors del sud. El 1953, finalment, britànics i egipcis van acceptar donar la independència al condomini i formar el 1956 la República del Sudan amb capital a Khartum i de caràcter unitari.

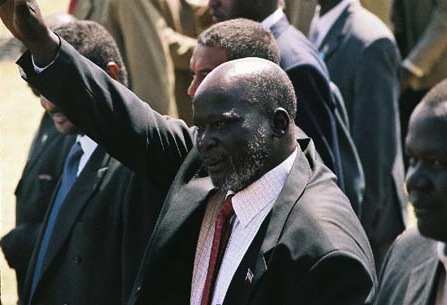
John Garang, líder de l'ELPS durant la segona guerra civil i primer president del Sudan del Sud com a govern autònom.

Les tensions entre ambdós grups ètnics sota un únic govern no van tardar a sortir a la llum; el 1955, soldats del sud van protagonitzar uns motins que derivaren en la Primera guerra civil sudanesa. El conflicte, que va enfrontar al govern central amb el Moviment d'Alliberament del Sud del Sudan, va acabar el 1972 amb la firma d'un protocol de pau a Addis Abeba que permetria la creació d'un govern autònom al Sudan del Sud. L'acord atorgaria una dècada de pau fins que el president sudanès Gaffar Nimeiry anunciés l'establiment d'un estat islàmic i l'aplicació de la xaria a tot el país, el que provocaria l'esclat de la Segona guerra civil sudanesa.
Després d'anys d'enfrontament, el conflicte va acabar oficialment amb la firma d'un acord de pau el gener de 2005 entre el govern del Sudan i l'Exèrcit d'Alliberament del poble del Sudan (ELPS). L'acord va restablir el govern autònom sud-sudanès fins per sis anys, després del qual es realitzaria un referèndum sobre una possible secessió. Aquest referèndum es va realitzar el gener de 2011 i va atorgar una aclaparadora majoria d'un 98,83% a l'opció independentista. Després d'aquests resultats, el govern sudanès d'Omar al-Bashir va acceptar la divisió del país, la que es va dur a terme el 9 de juliol de 2011 quan es va proclamar oficialment la República del Sudan del Sud.

## Govern i política

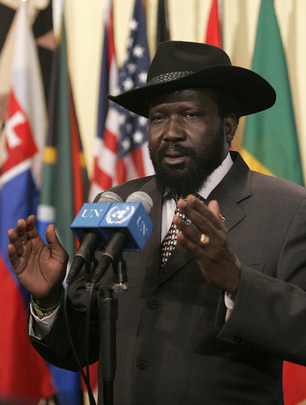
Salva Kiir Mayardit, actual president del Sudan del Sud.

Després de l'Acord de Pau signat el 2005 va ser promulgada una constitució provisional del Govern Autònom de Sudan del Sud que va funcionar com a llei suprema del territori, juntament amb la constitució sudanesa, fins al 2011. Després del referèndum sobre la independència del Sudan del Sud, realitzat entre el 9 i el 15 de gener de 2011, el govern autònom va promulgar una constitució transitòria, efectiva des del 9 de juliol de 2011, data que la independència va ser declarada oficialment.
La constitució transitòria estableix que la República de Sudan del Sud és una república democràtica i es defineix com una «entitat multiètnica, multicultural, multilingüe, multireligiosa i multiracial». Estableix, a més, la separació entre Església i Estat i la igualtat de drets entre homes i dones.
El poder executiu resideix en el President de Sudan del Sud, que és el cap d'estat, cap de govern i comandant en cap de l'Exèrcit d'Alliberament del Poble Sudanès. Aquest càrrec va ser establert pels protocols de 2005, essent John Garang (fundador de l'ELPS) el primer president fins a la seva mort en un accident el 30 de juliol de 2005. Salva Kiir Mayardit, el seu successor, va ser juramentat com a primer vicepresident de Sudan i president del Govern Autònom de Sudan del Sud l'11 d'agost del 2005. Després de la independència, Kiir Mayardit va ser el primer president de la República de Sudan del Sud.
El poder legislatiu està en mans de l'Assemblea Legislativa del Sudan del Sud, un parlament unicameral de 170 membres escollits per votació popular. La Constitució també estableix un poder judicial independent nomenat pel parlament, essent el màxim òrgan la Cort Suprema de Justícia.

## Organització territorial

Els deu estats del Sudan del Sud agrupats en tres províncies històriques del Sudan.
Bahr al-Ghazal
Equatòria
Gran Nil Superior

El Sudan del Sud està dividit en deu estats que es corresponen amb tres regions històriques del Sudan: Bahr al-Ghazal, Equatòria i el Gran Nil Superior.
Bahr el Ghazal
- Bahr al-Ghazal del nord
- Bahr al-Ghazal de l'oest
- Llacs
- Warab

Equatòria
- Equatòria de l'oest
- Equatòria central
- Equatòria de l'est

Gran Nil Superior
- Jonglei
- Unitat
- Nil Superior

Els deu estats estan dividits en 86 comtats.

## Geografia

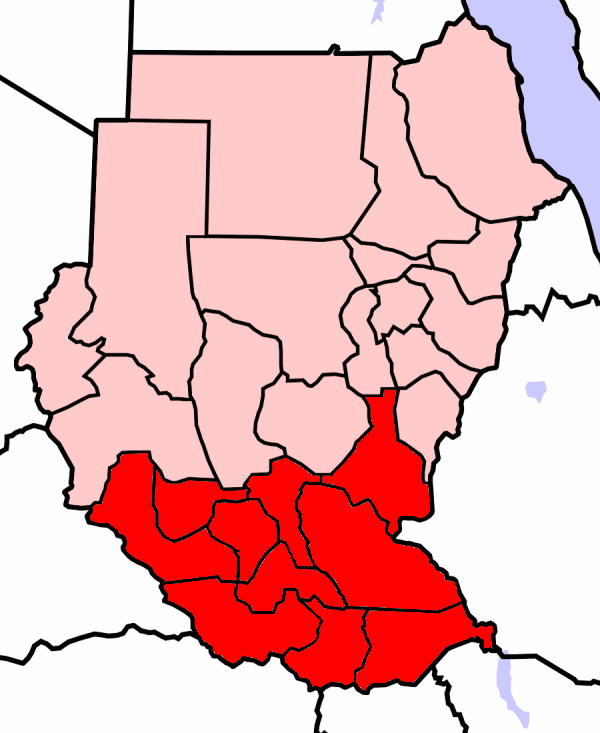
Situació del Sudan del Sud dins el Sudan.

El Sudan del Sud té una superfície aproximada de 619.745 km² (sense incloure les reclamacions sobre altres territoris). Posseeix fronteres amb el Sudan al nord, Etiòpia a l'est, Kenya, Uganda i la República Democràtica del Congo al sud i amb la República Centreafricana a l'oest. El país es troba entre les latituds 3° i 13°N i les longituds 24° i 26°E. Està cobert de boscos tropicals, pantans i prades. El Nil Blanc passa a través del país.
Les barreres geogràfiques protegiren el sud del Sudan de l'avanç del nord, de predomini islàmic, fent que es conservés l'herència cultural, tradicions i estructures polítiques del sud.
El Sudan del Sud inclou la gran regió pantanosa Sudd formada pel Nil Blanc, localment anomenat Bahr el Jebel. El seu clima, a diferència del nord del Sudan que és tropical àrid o semiàrid, és tropical humit o subhumit. Per exemple, Yambio, la capital d'Equatòria occidental i al costat del Zaire té una pluviometria anual de 1.142 litres amb una estació humida que dura nou mesos.
S'estima que Sudan del Sud té una població d'uns 8 milions d'habitants, però com no hi ha hagut censos des de fa dècades aquesta dada no és gaire fiable. L'economia és bàsicament rural i d'agricultura de subsistència. A partir de 2005 l'economia començà una transició cap a un major desenvolupament en zones urbanes. Els danys en l'economia de les guerres han estat molt importants.

### Fauna i flora
Les àrees protegides del sud del Sudan protegeixen algunes de les poblacions de vida silvestre més espectaculars i importants a l'Àfrica, i són el lloc on es produeix la segona migració de fauna silvestre més gran del món. Els estudis realitzats en els anys anteriors van revelar que el Parc Nacional Boma, a l'oest de la frontera amb Etiòpia, així com la zona humida del sud i el Parc Nacional del sud (Southern National Park) a prop de la frontera amb el Congo, tenen la condició d'hàbitat per a grans poblacions de kob i topis (dos tipus d'antílops), búfals, elefants, girafes, alcelafs (un altre antílop) i de lleons. Les reserves forestals del sud del Sudan també proporcionen hàbitat per als bongos (també un tipus d'antílop), el porc gegant dels boscos, els porcs vermells de riu, els elefants de bosc, ximpanzés i les mones de bosc.
El 2006, el president del Sudan del Sud va anunciar que la regió farà tot el possible per protegir i mantenir la seva flora i fauna, i tractar de reduir els efectes dels incendis forestals, l'abocament de residus i la contaminació de l'aigua. Les grans empreses multinacionals que estan en condicions d'extreure els recursos naturals al sud del Sudan a gran escala representen una amenaça per a la vida silvestre notable a la nació i els seus hàbitats.
Els hàbitats de vida silvestre del sud del Sudan inclouen els pastius, els altiplans de gran altitud i escarpats, sabanes amb arbres i pastura, planes al·luvials i aiguamolls.

## Demografia
El Sudan del Sud té una població de prop de 9 milions d'habitants (estimació de 2008). Es tracta principalment de persones que es dediquen a la vida rural i estan dedicades a una economia de subsistència.
El territori ha estat durament colpejat per les contínues guerres civils, la qual cosa ha tingut com a resultat una falta de desenvolupament de les infraestructures, la destrucció i el desplaçament: més de 2 milions de persones van morir i més de 4 milions han estat desplaçades o són refugiades.
Els dinkes, la població dels quals s'estima en uns tres milions de persones, són la més nombrosa de les comunitats a Sudan del Sud.

### Llengües
El Sudan del Sud té molts més grups tribals i llengües que el Sudan. El llenguatge de l'educació i els assumptes de govern és l'anglès, que va ser aprovat com a idioma oficial per al sud de Sudan en 1928 i reconegut com a idioma principal en el sud de Sudan a la fi de 1980. L'actual Constitució, si bé reconeix a tots els idiomes natius del país, estableix a l'anglès com a únic idioma de treball del govern.
L'àrab juba, un pidgin desenvolupat al segle XIX entre els descendents dels soldats sudanesos, originaris principalment de la tribu bari, és una àmplia lingua franca utilitzada al Sudan del Sud juntament amb l'anglès. Altres idiomes parlats són llengües africanes com el dinka (3.000.000 parlants) i el nuer (1.400.000 parlants).

### Religió
Els sudanesos del sud practiquen predominantment les creences tradicionals i el cristianisme del qual destaquen l'Església Episcopal del Sudan i l'Església Catòlica Romana.

## Transport

### Ferrocarril
El Sudan del Sud té 248 km de línia de ferrocarril amb una amplada de 1.067 mm de via única des de la frontera sudanesa a la terminal de Wau. Hi ha propostes d'ampliació de Wau a Juba. També hi ha plans per enllaçar la xarxa de ferrocarril de Juba amb les de Kenya i Uganda.

### Transport aeri
L'aeroport més ocupat i desenvolupat del Sudan del Sud és l'Aeroport Internacional de Juba que compta amb connexions regulars internacionals a Entebbe, Nairobi, El Caire, Addis Abeba i Khartum. L'aeroport de Juba és també la seu de l'empresa Feeder Airlines. Altres aeroports internacionals són Malakal, amb vols internacionals a Addis Abeba i Khartum, Wau, amb un servei setmanal a Khartum i Rumbek. Southern Suen Airlines també arriba a Nimule i Akobo, les pistes d'aterratge del qual estan sense pavimentar. Hi ha diversos aeroports més petits per tot el país, la majoria dels quals consisteixen en poc més que pistes d'aterratge de terra.

## Esport

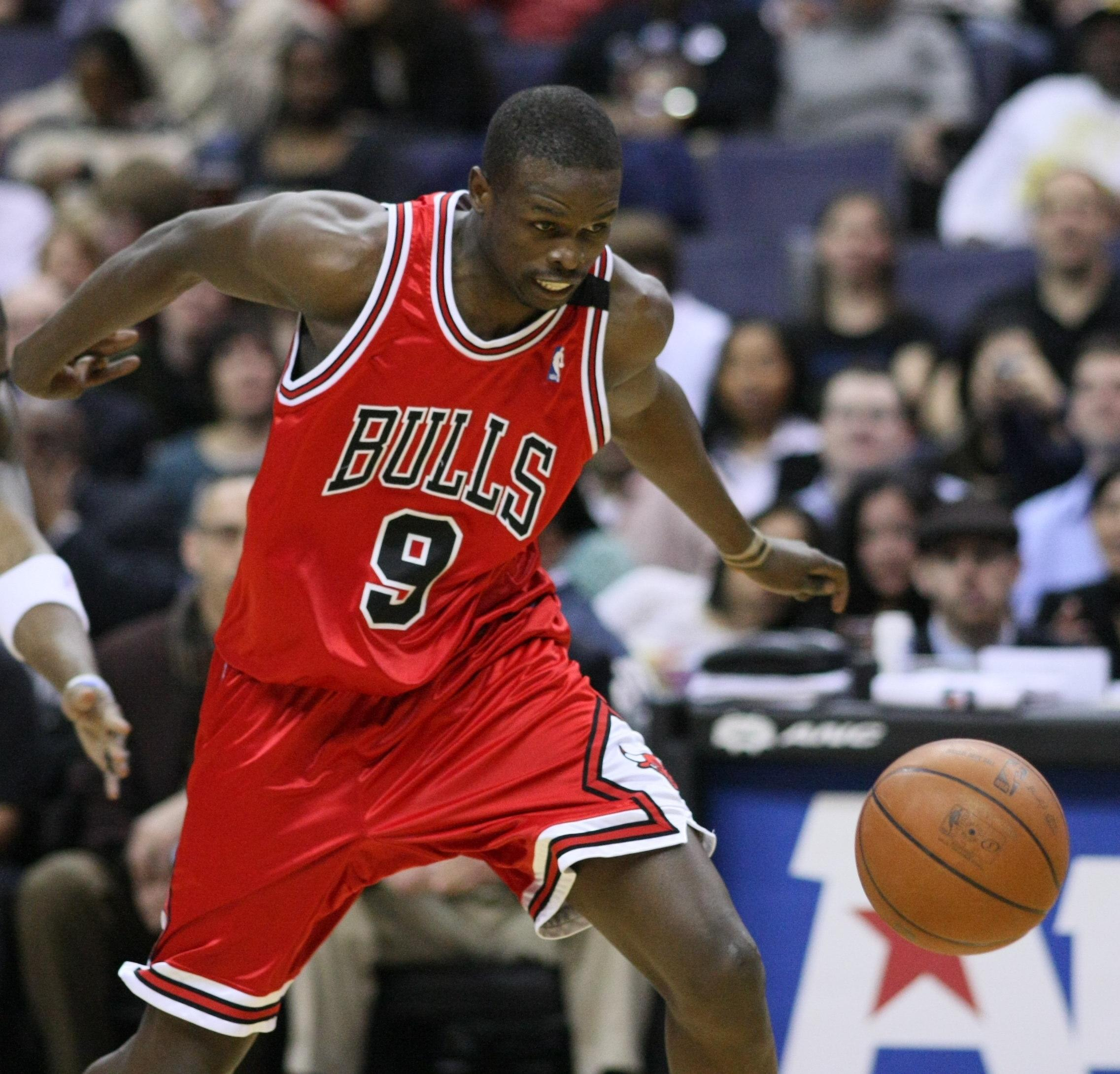
Luol Deng, jugador de l'NBA, va néixer a Wau, al Sudan del Sud

Al Sudan del Sud són molt populars molts jocs tradicionals i moderns i l'esport en general, en particular la lluita lliure i simulacres de batalles. Els esports tradicionals es practicaven sobretot després de les temporades de collita per celebrar el final de les estacions agrícoles. Els lluitadors eren generalment forts, amb homes joves ben formats. Els partits atreien un gran nombre d'espectadors que cantaven, tocaven la bateria i ballaven en suport dels seus lluitadors favorits. Encara que això va anar percebut com una competència, era principalment per a l'entreteniment.
En l'era moderna, els sudanesos del sud han destacat en l'esport internacional. Luol Deng és un jugador destacat de bàsquet amb els Chicago Bulls de l'NBA nord-americana. Altres protagonistes del bàsquet internacional que són provinents del Sudan del Sud inclouen a Manute Bol, Deng Ajou, Duany Kueth, Gai Deng i Ater Majok.
Majak Daw va camí de convertir-se en el primer sud-sudanès en ser jugador professional de futbol australià, després d'haver firmat amb els cangurs del Nord Melbourne a l'AFL (Lliga de Futbol Australià) a finals de 2009
El futbol és també cada vegada més popular al Sudan del Sud i hi ha moltes iniciatives del govern i altres socis privats per promoure l'esport i millorar el nivell de joc. Una d'aquestes iniciatives és l'Associació d'Esports Juvenil del Sudan del Sud (SSYSA), que ja està donant clínics de futbol en llocs com Juba, en la qual els nens entrenen per convertir-se en bons futbolistes.
La seva selecció nacional, de la qual s'espera en breu la seva annexió a la CAF i la FIFA, tindrà el seu primer partit el 10 de juliol de 2011 contra Kenya.